# 香港國際機場公共交通總站
香港國際機場公共交通總站（英語：Hong Kong International Airport Transport Terminus），為香港九龍城區一個已關閉的公共交通交匯處，位於前啟德機場客運大樓西側，於1975年啟用，十年後重建為正式公共交通交匯處。
因應機場於1998年7月6日搬遷，此總站自當日起停用，但直至2004-05年間才拆卸。

## 歷史
此總站前身為啟德機場西側停車場，於1975年2月17日起隨首條機場巴士線-201線的開通，而兼作巴士總站。由於位置距離入境大堂太遠，難以吸引旅客乘搭巴士，九龍巴士曾向政府爭取將車站遷至啟達道，但不果。
因應民航處擴建客運大樓計劃，上述停車場於1984年初重建為永久車站；而巴士及小巴站則於翌年4月，分別暫遷至啟揚道及啟達道。至1985年7月4日，永久車站正式啟用，並命名為「香港國際機場公共交通總站」。除機場巴士總站外，重建後車站亦設有的士站、專線小巴站及貴賓停車場各一個。然而，專線小巴站最終僅有一條小巴線使用，其後更因客量偏低而在1990年停運。
自1992年10月17日起，專線巴士站遷至貴賓停車場位置，而原有車站則改為新增的士泊位，直至停運為止。
因機場於1998年7月6日起遷往赤鱲角，此車站連同相應機場巴士路線於當日起停運。然而，由於啟德發展計劃規劃當時未有定案，車站與客運大樓暫時保留，直至2004-05年間此站才拆卸。車站原址用地於2022年12月通過招標售出，現正興建私人屋苑。

## 過往路線

### 巴士
| 路線號 | 起訖點   | 起訖點 | 起訖點           | 營運公司 | 開辦日期       | 取消日期      |
| ------ | -------- | ------ | ---------------- | -------- | -------------- | ------------- |
| 757    | 啟德機場 | ↔      | 荃灣（悅來酒店） | 城巴     | 1991年5月18日  | 1992年年底    |
| A1     | 啟德機場 | ↺      | 尖沙咀東         | 九龍巴士 | 1975年2月17日  | 1998年7月6日  |
| A2     | 啟德機場 | ↔      | 港澳碼頭         | 九龍巴士 | 1975年3月17日  | 1998年7月6日  |
| A3     | 啟德機場 | ↺      | 銅鑼灣           | 九龍巴士 | 1986年11月6日  | 1998年7月6日  |
| A4     | 啟德機場 | ↔      | 中港碼頭         | 九龍巴士 | 1990年1月24日  | 1991年5月1日  |
| A5     | 啟德機場 | ↺      | 太古城           | 九龍巴士 | 1992年12月20日 | 1998年7月6日  |
| A20    | 啟德機場 | ↔      | 中環（交易廣場） | 中華巴士 | 1995年9月17日  | 1998年7月6日  |
| A7     | 啟德機場 | ↺      | 九龍塘地鐵站     | 九龍巴士 | 1994年6月5日   | 1998年7月6日  |
| A8     | 啟德機場 | ↺      | 太子地鐵站       | 九龍巴士 | 1991年6月12日  | 1995年2月14日 |
| A9     | 啟德機場 | ↺      | 九龍塘地鐵站     | 九龍巴士 | 1991年6月12日  | 同日          |

### 小巴
| 路線號 | 起訖點   | 起訖點 | 起訖點 | 開辦日期     | 取消日期      |
| ------ | -------- | ------ | ------ | ------------ | ------------- |
| 14     | 啟德機場 | ↔      | 樂富   | 1983年6月3日 | 1990年3月11日 |

## 車站佈局
| 車站佈局（由西北至東南）            | 車站佈局（由西北至東南）           |
| ----------------------------------- | ---------------------------------- |
| 既有停車場入口                      |                                    |
| 既有停車場出口/啟達道/城巴757線總站 |                                    |
| 專線小巴站                          |                                    |
| 車輛交匯處/車道                     | 的士站                             |
| 車輛交匯處/車道                     | 專線巴士站（1992年後為的士站）     |
| 車輛交匯處/車道                     | 德高道                             |
| 車輛交匯處/車道                     | 貴賓停車場（1992年後為專線巴士站） |

## 註解
1. ↑  當日的士發起暫停營業行動，九巴開辦此線疏導往來機場的人潮，其後轉為農曆新年特別路線。
2. ↑  當日的士發起暫停營業行動，九巴於當日下午開辦此線疏導往來機場的人潮。

## 外部連結
- 香港巴士大典上的相关条目：啟德機場總站